# Nakazawa Yonetarō

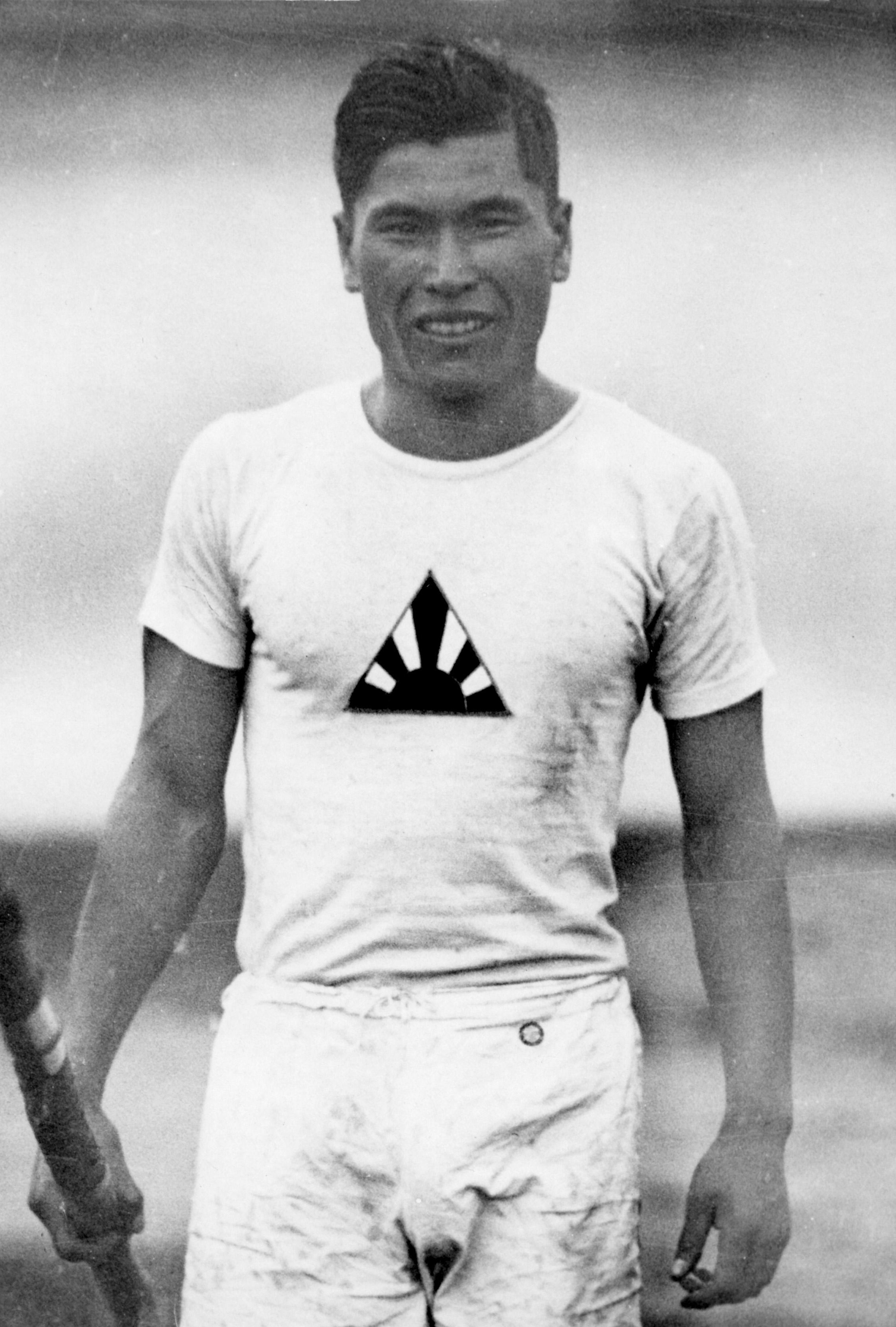
Nakazawa Yonetarō bei den Olympischen Spielen 1928

Nakazawa Yonetarō (jap. 中沢 米太郎; * 26. September 1903 in Osaka; † 5. Februar 1984) war ein japanischer Stabhochspringer und Zehnkämpfer.
Bei den Olympischen Spielen 1928 kam er im Stabhochsprung auf den sechsten und im Zehnkampf auf den 22. Platz.
Viermal wurde er japanischer Meister im Stabhochsprung (1922, 1923, 1927, 1928).

## Persönliche Bestleistungen
- Stabhochsprung: 3,96 m, 20. Mai 1928, Osaka
- Zehnkampf: 5147 Punkte, 1927